# Kościół ewangelicki w Czerwieńsku
Kościół ewangelicki – dawna świątynia protestancka znajdująca się w mieście Czerwieńsk, w województwie lubuskim.
Świątynia została zbudowana w 1851 roku dzięki staraniom pastora Martina Gotfrieda Juliusza Schöne. Jest to budowla murowana, wzniesiona z cegły i nieotynkowana, na planie wydłużonego prostokąta, na elewacjach południowej i północnej znajdują się małe aneksy pierwotnych krucht, wybudowanych na planie kwadratu. Wysoki korpus główny jest nakryty dachem dwuspadowym złożonym z dachówek. Otwory okienne i drzwiowe są zamknięte łukiem pełnym. Kościół posiada detale architektoniczne w formie narożnych lizen, fryzów gąbkowych i arkadkowych. Wnętrze świątyni było pierwotnie halowe, obecnie jest podzielone na rzędy prostokątnych pomieszczeń biurowych, we wschodniej części znajduje się hala narzędziowa. Na środku fasady czyli elewacji wschodniej znajduje się wieża na planie kwadratu, która obecnie jest obniżona i wewnętrznie połączona z dobudowanymi do niej aneksami. Po II wojnie światowej w świątyni został urządzony magazyn. W 1976 roku budowla została poddana remontowi kapitalnemu i przebudowie na cele przemysłowe. Dawny kościół znajduje się w dobrym stanie.